# Głogówek
Głogówek (en allemand: Oberglogau), est une ville du sud de la Pologne située dans la Voïvodie d'Opole, en Silésie. 

## Géographie
Głogówek a une superficie de 22 km² et comptait 5778 habitants lors du recensement de 2005, soit 267,6 hab/km².
La ville est située à 35 km d'Opole, la capitale de la voïvodie et à une dizaine de kilomètres de la frontière tchèque.
Le patronyme de la cité vient du polonais "głóg" qui signifie aubépine, arbuste poussant dans la région.

## Histoire
La première mention de la cité de Głogówek remonte à 1212 d'après une source silésienne qui indiquait la dîme payée par le village de "Głogów" au cloître de Leubus.
En 1327, Głogówek comme d'autres villages de Silésie, passe sous la juridiction du royaume de Bohême. La bourgade prend alors le nom germanisé de Oberglogau.
En 1373, le Droit de Magdebourg, forme de droit urbain originaire dans la ville de Magdebourg et qui a eu une influence considérable sur le droit urbain en Europe de l’Est, s'appliqua à la région sa variante silésienne et polonaise.
En 1379, l'église Saint-Barthélemy fut construite. Quelques années plus tard, le duc d'Opole, Ladislas II d'Opole (fils de Bolko II d'Opole) fit construire un autre édifice religieux, un grand cloître Mochau Pauliner-Wiese, associé à celui de la cité de Częstochowa.
En 1643, le village fut en grande partie détruit par les troupes suédoises.
Le roi de Pologne Jean II Casimir Vasa trouva refuge au cours de cette invasion dans le château même de Głogówek du 17 octobre 1655 au 18 décembre de la même année. Il est finalement battu par Charles-Gustave, roi de Suède, à Varsovie. En 1656 et se retirera en France.
Lors des guerres de Silésie au XVIIIe siècle, Oberglogau passa sous l'administration du royaume de Prusse et fait partie de l'arrondissement de Neustadt-en-Haute-Silésie de la province de Silésie.
En 1765, un grave incendie détruisit la plus grande partie de la cité. À la même époque, Ludwig van Beethoven vint s'installer au château d'Oberglogau pour terminer sa quatrième symphonie.
En 1804, Marc-Marie de Bombelles diplomate et ecclésiastique français, devint évêque d'Oberglogau.
En 1876, le réseau ferré desservit la ville.
La ville fut en grande partie détruite lors de la Seconde Guerre mondiale.
En 1945, la cité réintégra la Pologne et reprit son nom de Głogówek.

## Personnalités nées à Głogówek
- Albert Willimsky